# Prostemmiulus vallaris
Prostemmiulus vallaris är en mångfotingart som beskrevs av Loomis 1964. Prostemmiulus vallaris ingår i släktet Prostemmiulus och familjen Stemmiulidae. Inga underarter finns listade i Catalogue of Life.